# Tadlow
Tadlow är en civil parish i Storbritannien.   Den ligger i distriktet South Cambridgeshire i grevskapet Cambridgeshire i riksdelen England, i den sydöstra delen av landet, 70 km norr om huvudstaden London. Antalet invånare är 181. Tadlow gränsar till Hatley St George.